# Le Pays du chien qui chante
Pour plus de détails, voir Fiche technique et Distribution.
Le Pays du chien qui chante est un film français réalisé par Yann Dedet et sorti en 2002.

## Fiche technique
- Titre : Le Pays du chien qui chante
- Réalisation : Yann Dedet
- Scénario : Stéphane Bouquet et Yann Dedet
- Photographie : Nathalie Durand
- Décors : Christophe Offret
- Son : Yolande Decarsin
- Montage : Mathilde Muyard
- Production : Maïa Films
- Lieu de tournage : Grandvaux[1]
- Pays d'origine :  France
- Durée : 95 minutes
- Date de sortie : France - 17 mai 2002 (présentation au festival de Cannes, sélection de la Quinzaine des réalisateurs)

## Distribution
- Katsuko Nakamura : Yoshiko Mahiru
- Gen Shimaoka : Tôyô Mahiru
- Jules Dedet-Granel : Sylvain Ferroz
- Dominique Piard : Jean Ferroz
- François Piard : Maurice Perret
- Louis Benoît : le neveu de l'homme au chien
- Antoine Prost : enfant de la forêt
- Thomas Piard : enfant de la forêt

## Sélections
- Festival de Cannes 2002 (Quinzaine des réalisateurs)[2]
- Festival international du film de São Paulo 2002[3]